# Nee Pon? × Rai Pon!
Nee Pon? x Rai Pon! (ね～PON？×らいPON！?) es una novela visual japonesa hecha por Navel y su compañía hermana, Lime. El juego, hecho por PC, fue adult-sólo y salió a la venta elAgosto 31 del 2007. El "Pon" del título se refiere al término pong en un juego de estrategia mahjong. En el videojuego de Nee Pon? x Rai Pon! los jugadores tendrán que jugar Mahjong contra el ordenador. El mahjong del juego contiene imágenes con los personajes de Shuffle! y Soul Link, dos previas novelas de Navel.

## Personajes
Cada uno de los personajes trabaja en un restaurante, y están divididas de acuerdo con el sitio dónde están contradas. Esos restaurantes son: Candy House (キャンディハウス Kyandi Hausu?), Fruits Party (フルーツパーティ Furūtsu Paati?), Mix Juice (ミックスジュース Mikkusu Jūsu?), Cocktail Party (カクテルパーティ Kakuteru Paati?), y Daughter Daughter Tea House (娘々茶館 Musume Musume Cha Kan?). En adicción a los personajes originales Nee Pon? x Rai Pon!, Las tres Navel Girls y Lime Girls que fueron creadas como mascotas de Navel y Lime, también aparecen en el juego. La mayoría de las chicas tiene nombre de comida.
| Maron (マロン?) Voz: Minami Hokuto Éclair (エクレア Ekurea?) Voz: Rumiko Sasa Madeleine (マドレーヌ Madoreenu?) Tiramisú (ティラミス?) Voz: Oto Agumi Citrus (シトラス Shitorasu?) Voz: Rin Tōno Ponkan (ポンカン?) Voz: Yūko Nagashima Karin (花梨?) Voz: Ayaka Kimura Natsume (夏姫?) Resaki (玲紫?) Ringo (林檎?) Voz: Chisato Suzumori Minneola (ミネオラ Mineora?) | Cocoa (ココア Kokoa?) Carrot (キャロット Kyarotto?) Ramune (ラムネ?) Voz: Rino Ayakawa Resuka (レスカ?) Kanna (柑奈?) Calla (カルア Karua?) Voz: Rita Rusty (ラスティ Rasuti?) Voz: Sumire Murasakibana Gimlet (ギムレット Gimuretto?) Voz: Honoka Imuraya Antsuyu (杏露?) Voz: Ayumu Yamamoto Tachibanakō (橘香?) | Zero (ゼロ?) Voz: Erena Kaibara Shiden (シデン?) Voz: Mayumi Shindō Hien (ヒエン?) Media (ミーティア Miidia?) Voz: Aya Comet (コメット Kometto?) Saetta (サエッタ?) |

## Música
Un single album publicado por King Records fue lanzado el 26 de septiembre de 2007 conteniendo las canciones del juego cantadas por Nomico: "Girl Fantasy" (女の子ファンタジー Onnanoko Fantashī?), y "Dream-colored Fireworks" (夢色花火 Yumeiro Hanabi?).